# 庭田次平

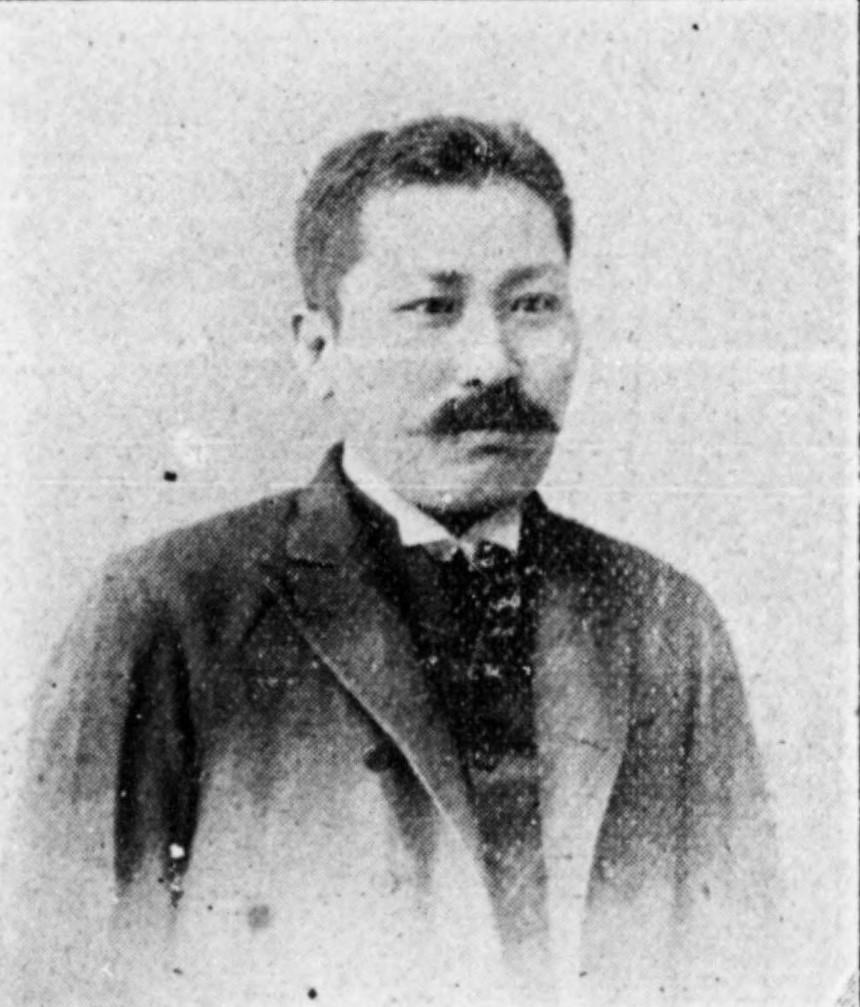
庭田次平

庭田 次平（にわた じへい、1858年2月27日（安政5年1月14日）- 1903年（明治36年）3月5日）は、明治期の農業経営者、実業家、政治家。衆議院議員、石川県河北郡中条村長。初名・駒太郎。

## 経歴
加賀国河北郡南中条村（石川県河北郡中条村を経て現津幡町南中条）で、豪農・庭田三千治の息子として生まれた。漢学、政治学、経済学、法律学を修めた。
1884年（明治17年）戸長に就任。1886年（明治19年）9月に石川県会議員に選出され1888年（明治21年）11月まで在任し、立憲改進党に所属した。その後、中条村長、河北郡会議員、同参事会員、同議長を務め、河北潟周辺の低湿地の灌漑排水事業の実施に尽力した。また、農業、運送業などを営み、銅山経営、桑園開発、羽二重生産などを行う。河北郡蚕業組合幹事、所得税調査委員、石川県勧業諮問会員、河北郡農会長、石川県農会幹事、河北郡教育会員なども務めた。
1897年（明治30年）6月、進歩党所属で県会議員に再選され1898年（明治31年）10月まで在任。同年北陸本線が延伸開業され南中条に停車場を設置することに尽力して津幡駅が設けられ、七尾線の開通に際して用地の提供を行った。
1902年（明治35年）8月、第7回衆議院議員総選挙に石川県郡部から立憲政友会所属で出馬して当選し、衆議院議員に1期在任した。その後、第8回総選挙への立候補にむけて準備をしていたが、病のため1903年3月に死去した。